# Claudio Grauso
Claudio Grauso, född 18 mars 1979 i Turin, är en italiensk fotbollsspelare som spelar för Chieri Calcio. Han har tidigare representerat bland andra Livorno och Mantova.

## Meriter
- Mästare i Serie C1: 1

2001-2002 (med Livorno)